# 제70회 아카데미상
제70회 아카데미상은 1998년 3월 23일에 열린 시상식이다. LA 슈라인 오디토리움에서 개최되었으며 사회자는 빌리 크리스탈이다.

## 후보 및 수상

### 작품상
- 타이타닉 - 제임스 카메론 수상
- 이보다 더 좋을 순 없다 - 제임스 L. 브룩스
- 풀 몬티 - Peter Cattaneo
- 굿 윌 헌팅 - 구스 반 산트
- LA 컨피덴셜 - 아논 밀천

### 남우주연상
- 이보다 더 좋을 순 없다 - 잭 니콜슨 수상
- 사도 - 로버트 듀발
- 굿 윌 헌팅 - 맷 데이먼
- 율리스 골드 - 피터 폰다
- 왝 더 독 - 더스틴 호프만

### 여우주연상
- 이보다 더 좋을 순 없다 - 헬렌 헌트 수상

### 회상
- 줄리 크리스티
- 미세스 브라운 - 주디 덴치
- 타이타닉 - 케이트 윈슬렛
- 도브 - 헬레나 본햄 카터

### 남우조연상
- 굿 윌 헌팅 - 로빈 윌리암스 수상
- 아미스타드 - 안소니 홉킨스
- 이보다 더 좋을 순 없다 - 그렉 키니어
- 부기 나이트 - 버트 레이놀즈
- 재키 브라운 - 로버트 포스터

### 여우조연상
- LA 컨피덴셜 - 킴 베이싱어 수상
- 부기 나이트 - 줄리안 무어
- 굿 윌 헌팅 - 미니 드라이버
- 인 앤 아웃 - 조안 쿠삭
- 타이타닉 - 글로리아 스튜어트

### 감독상
- 타이타닉 - 제임스 카메론 수상
- 풀 몬티 - Peter Cattaneo
- 굿 윌 헌팅 - 구스 반 산트
- LA 컨피덴셜 - 커티스 핸슨
- 달콤한 후세 - 아톰 이고얀

### 각본상
- 굿 윌 헌팅 - 맷 데이먼 수상
- 굿 윌 헌팅 - 벤 애플렉 수상
- 이보다 더 좋을 순 없다 - 제임스 L. 브룩스
- 부기 나이트 - 폴 토마스 앤더슨
- 해리 파괴하기 - 우디 앨런
- 풀 몬티 - 사이먼 비우포이

### 각색상
- LA 컨피덴셜 - 브라이언 헤겔랜드 수상
- 도니 브래스코 - 폴 아타나시오
- 달콤한 후세 - 아톰 이고얀
- 왝 더 독 - 힐러리 헨킨
- 도브 - Hossein Amini

### 촬영상
- 타이타닉 - 러셀 카펜터 수상
- 아미스타드 - 야누즈 카민스키
- 쿤둔 - 로저 디킨스
- LA 컨피덴셜 - 단트 스피노티
- 도브 - 에두아르도 세라

### 편집상
- 타이타닉 - 콘레드 버프 4세 수상
- 에어 포스 원 - 리처드 프란시스 브루스
- 이보다 더 좋을 순 없다 - 리처드 마크스
- 굿 윌 헌팅 - 피에트로 스카리아
- LA 컨피덴셜 - 피터 호네스

### 미술상
- 타이타닉 - 피터 라몬트 수상
- 가타카 - 진 롤프스
- 쿤둔 - 단테 페레티
- LA 컨피덴셜 - 지닌 클라우디아 오프월
- 맨 인 블랙 - 보 웰치

### 의상상
- 타이타닉 - 데보라 린 스콧 수상
- 아미스타드 - 루스 E. 카터
- 쿤둔 - 단테 페레티
- 오스카와 루신다 - 자넷 패터슨
- 도브 - 샌디 포웰

### 분장상
- 맨 인 블랙 - 릭 베이커 수상
- 미세스 브라운 - Lisa Westcott
- 타이타닉 - Earnshaw

### 음악상
- 타이타닉 - 제임스 호너 수상
- 풀 몬티 - 앤 더들리 수상
- 아미스타드 - 존 윌리암스
- 굿 윌 헌팅 - 데니 앨프먼
- 쿤둔 - 필립 글래스
- LA 컨피덴셜 - 제리 골드스미스
- 아미스타드 - Stephen Flaherty
- 이보다 더 좋을 순 없다 - 한스 짐머
- 맨 인 블랙 - 데니 앨프먼
- 내 남자친구의 결혼식 - 제임스 뉴턴 하워드

### 주제가상
- 타이타닉 - 제임스 호너 수상
- 아미스타드 - Stephen Flaherty
- 콘 에어 - Diane Warren
- 굿 윌 헌팅 - Elliott Smith
- 헤라클레스 - 앨런 멘켄

### 음향편집상
- 타이타닉 - Tom Bellfort 수상
- 페이스 오프 - Stoeckinge
- 제5원소 - Mark A. Mangini

### 음향믹싱상
- 타이타닉 - 게리 라이스트롬 수상
- 에어 포스 원 - Paul Massey
- 콘 에어 - Kevin O'Connell
- 콘택트 - 랜디 돔
- LA 컨피덴셜 - Andy Nelson

### 시각효과상
- 타이타닉 - Robert Legato 수상
- 쥬라기 공원 2 - 잃어버린 세계 - 데니스 머렌
- 스타쉽 트루퍼스 - 필 티페트

### 외국어영화상
- 캐릭터 - 마이크 반 디엠 수상
- 비욘드 사일런스 - 카롤리네 링크O Que ?Isso, Companheiro?
- 내 마음의 비밀 - 몽소 아르멘다리즈
- 도둑 - 파벨 축라이

### 단편애니메이션상
- Geri's Game - Jan Pinkava 수상
- Famous Fred - Joanna Quinn
- Mermaid - Aleksandr Petrov
- Redux Riding Hood - Steve Moore
- La Vieille dame et les pigeons - Sylvain Chomet

### 단편영화상
- Visas and Virtue - Chris Tashima 수상
- Dance Lexie Dance - Pearse Moore
- It's Good to Talk - Roger Goldby
- Skal vi v?e k?ester? / Sweethearts? - Birger Larsen
- Wolfgang - Kim Magnusson

### 장편다큐멘터리상
- The Long Way Home - Marvin Hier 수상
- 4 Little Girls - 스파이크 리
- Ayn Rand: A Sense of Life - Michael Paxton
- Colors Straight Up - Mich?e Ohayon
- Waco: The Rules of Engagement - William Gazecki

### 단편다큐멘터리상
- A Story of Healing - Donna Dewey 수상
- Alaska: Spirit of the Wild - George Casey
- Amazon - Kieth Merrill
- Family Video Diaries: Daughter of the Bride - Terri Randall
- Still Kicking: The Fabulous Palm Springs Follies - Mel Damski

### 공로상
- 스텐리 도넌 수상

### 고든 소이어 상
- Don Iwerks 수상
- 표창메달Peter Clark 수상

## 같이 보기
- 제4회 미국 배우 조합상
- 제18회 골든 래즈베리상
- 제51회 영국 아카데미 영화상
- 제55회 골든 글로브상